# NGC 4889

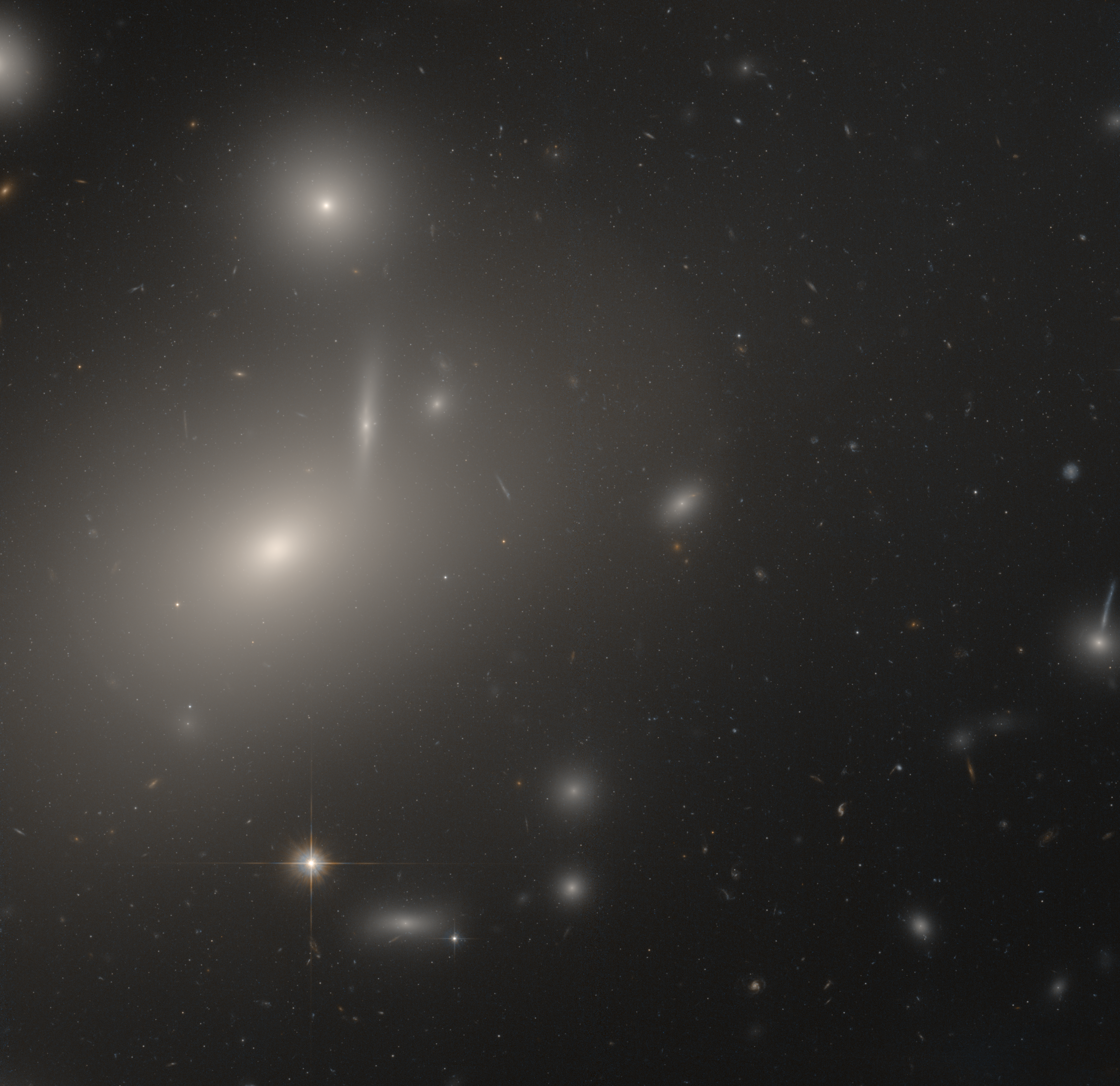
المجرة الإهليجية NGC 4889 (إلى اليسار) كما التقطها تلسكوب هابل الفضائي.

إن جي سي 4889 أو ك-35 طبقا لكتالوج كالدويل (بالإنجليزية: NGC 4889 ) هي مجرة اهليجية ضخمة ، تقع تقريبا في وسط تجمع مجرات الهلبة (تـجمع كوما ) . يبلغ قدرها الظاهري 5و11 سطوعا.
وهي من نوع cD-Galaxy ؛ وتسود مع زميلتها المجرة الكبيرة NGC 4874 الحقل الثقالي لعنقود المجرات كوما . تشير الأرصاد أن تلك المجرتين يبلغان من العمر طويلا وربما تكونتا من اندماجات لعدد من المجرات الحلزونية الصغيرة . يبلغ بعد المجرة إن جي سي 4889 عنا نحو 300 مليون سنة ضوئية _ (هذا بالمقارنة بقطر مجرتنا - مجرة درب التبانة - التي يبلغ قطرها 200 ألف سنة ضوئية فقط).
اكتشف عالم الفلك البريطاني الألماني وليام هيرشل إن جي سي 4889 في 11 أبريل 1785 ؛ ولكنه لم يكن يعرف أنها مجرة تشبه درب التبانة ، حيث كان العلماء يعتقدون أن مجرتنا هي الوحيدة في الكون ، إلى أن صحح إدوين هابل هذا المفهوم باكتشافه أن الكون يتكون من آلاف المجرات في الربع الأول من القرن العشرين ، ونحن نعلم اليوم من الاكتشافات العديدة أن الكون يحوي نحو 200 مليار مجرة.
في عام 1973 قام العالمان الفلكيان جاك سولينتيك وويليام تيفت «بمراجعة الكتالوج العام الجديد الخاص بالسدم وعناقيد النجوم» RNGC ، الذي قام بتجميعه العالم الفلكي «هاينريش داريست» في عام 1964 ، وفحصا إن جي سي 4889 فيه ،ووجدا أنها بالفعل المجرة إن جي سي 4889 طبقا للفهرس العام الجديد.

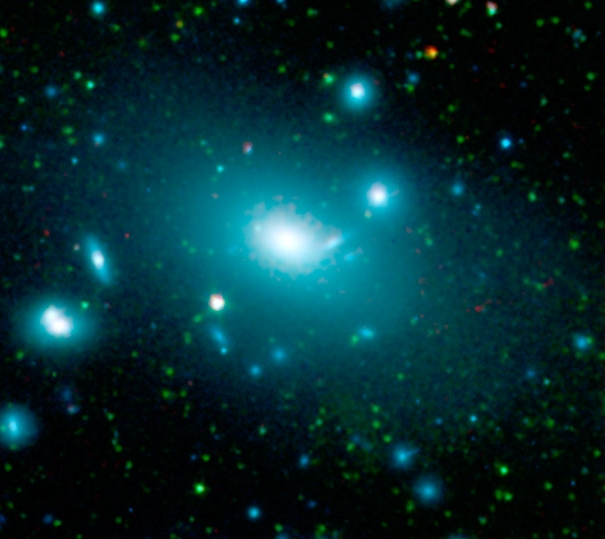
المجرة إن جي سي 4889 ، صورة التقطها مقراب سبيتزر الفضائي (يقيس الاشعة تحت الحمراء)؛ مسح سلووان الرقمي للسماء.

يوجد في وسط إن حي سي 4889 أكبر ثقب أسود يكتشف حتى عام 2011 ، حيث أمكن تعيين كتلته التي تبلغ نحو 21 مليار كتلة شمسية ؛ وهذا الرقم هو أحسن تقييم إذ اختلفت تقديرات العلماء في تعيين كتلته بين 6 إلى 37 كتلة شمسية.

## اقرأ أيضا
- إن جي سي 7662
- سديم الحجاب
- آي سي 342